# Encefalite equina venezuelana
Encefalite equina venezuelana ou Encefalomeningite equina da Venezuela (EEV) é uma doença viral causada por um alphavirus transmitido por mosquitos que afeta humanos e equinos. Essa encefalite viral é endêmica do norte da América do Sul e na América Central, com raros casos nos EUA. A maioria dos casos é uma virose leve ou moderada melhorando mesmo sem tratamento após 3 a 5 dias de febre, exceto em crianças.
Apesar do nome apenas 4-14% das crianças infectadas desenvolvem encefalite ou meningite. Em cavalos que desenvolvem essa encefalite a mortalidade é de 50 a 90%.

## Causa
O vírus da encefalite equina venezuelana (VEEV) é um vírus RNA de fita simples cadeia positiva do gênero alphavirus do complexo Novo Mundo. Tem envelope, icosaédrico, 70 nm de diâmetro, simetria T=4 e duas glicoproteínas E1 e E2 inseridas na membrana lipídica em torno da nucleocapsídeo. E2 parece ser o principal responsável pela fixação dos vírus em superfícies celulares. Usa aves, morcegos e roedores como reservatório. É transmitida por mosquitos (ou seja, é um arbovírus).

## Sinais e sintomas
Depois de 1 a 6 dias de incubação, quando aparecem sintomas, geralmente duram apenas 3 a 5 dias e são leves ou moderados, típicos de gripe, como:
- Dor de cabeça severa,
- Sensibilidade a luz,
- Febre e calafrios,
- Dor muscular e lombar ou na garganta,
- Náusea e vômito,
- Diarreia,
- Cansaço.

Quando aparece encefalite ou meningite (4 a 14% dos casos em crianças pequenas, menos de 1% em adultos) a mortalidade é de 35% em crianças menores de 5 anos e de 20% em maiores de 5 anos. Raramente causa problemas articulares, da coordenação motora e aborto. 

## Epidemiologia
É encontrado na região amazônica (inclusive na brasileira) e na América central. Um surto em 1995 de encefalite equina venezuelana na Colômbia e Venezuela afetou cerca de 75.000 pessoas, causando cerca de 3000 encefalites e 300 mortes. Entre os cavalos, estima-se 50.000 infectados e 400 mortes.

## Tratamento e prevenção
O tratamento é apenas sintomático. A prevenção pode ser feita com vacinação de crianças usando a C-84 com vírus inativado ou TC-83 com vírus atenuado por passagem em animais ou com a vacinação de cavalos usando a V3526 com vírus atenuado. As três possuem menos de 95% de eficácia e podem causar efeitos colaterais leves ou moderados, assim a melhor prevenção seria o controle de mosquitos.